# Hans mein Igel

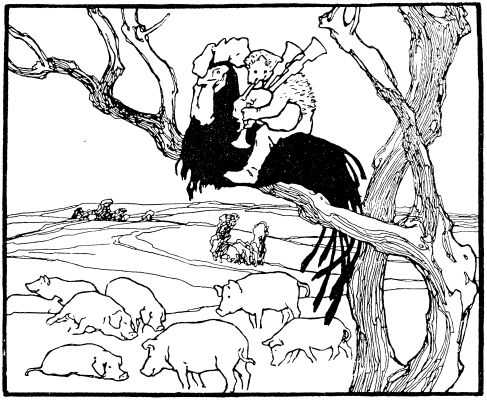
Illustration von Otto Ubbelohde, 1909

Hans mein Igel ist ein Märchen (ATU 441). Es steht in den Kinder- und Hausmärchen der Brüder Grimm an Stelle 108 (KHM 108).

## Inhalt

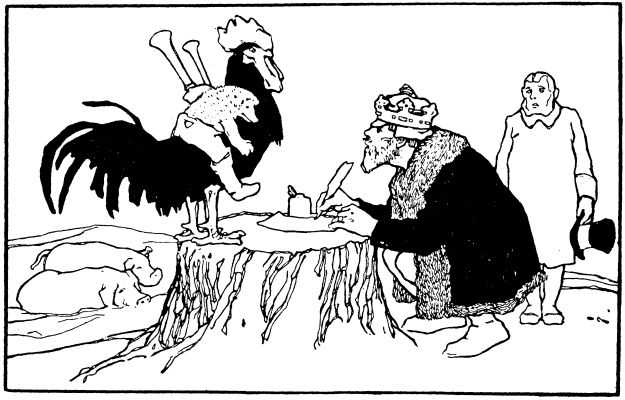
Illustration von Otto Ubbelohde, 1909

Ein reicher Bauer wird von den andern verspottet, weil er keine Kinder hat. Zornig spricht er daheim: „Ich will ein Kind haben, und sollts ein Igel sein“. Da bekommt seine Frau einen Jungen mit dem Oberkörper eines Igels, den sie Hans mein Igel nennt. Acht Jahre liegt dieser am Ofen auf Stroh. Dann lässt er sich vom Vater, der ihn loswerden will, einen Dudelsack kaufen und den Hahn beschlagen und fliegt darauf mit Schweinen und Eseln in den Wald. Dort sitzt er auf einem Baum, hütet seine Herde und spielt Dudelsack. Zwei Könige verirren sich nacheinander im Wald. Hans mein Igel weist ihnen den Weg. Dafür müssen sie ihm geben, was ihnen daheim zuerst begegnet. Bei beiden ist das die Tochter, aber der erste König will ihn betrügen. Hans mein Igel reitet mit seiner inzwischen riesigen Schweineherde heim ins Dorf, lässt schlachten und seinen Hahn neu beschlagen. Dann reitet er in das erste Königreich, wo er den Soldaten davonfliegt und sich die Königstochter erzwingt. Als er aber mit ihr in der Kutsche sitzt, zieht er sie aus, sticht sie und jagt sie heim. Im zweiten Königreich wird er willkommen geheißen und vermählt. Beim Schlafengehen fürchtet die Prinzessin sich vor den Stacheln, aber er lässt vier Mann ein Feuer anmachen und die Igelhaut, die er vor dem Bett abstreift, ins Feuer werfen. Nun ist er ein Mensch, aber ganz schwarz. Ein Arzt macht ihn mit Wasser und Salben weiß. Seine Braut ist erleichtert, und auch sein Vater kommt zu ihm in sein Reich.
Am Schluss steht ab der 3. Auflage ein Gedicht (ähnlich wie in Hänsel und Gretel, Der Eisenofen):
„Mein Märchen ist aus,
und geht vor Gustchen sein Haus.“

## Herkunft

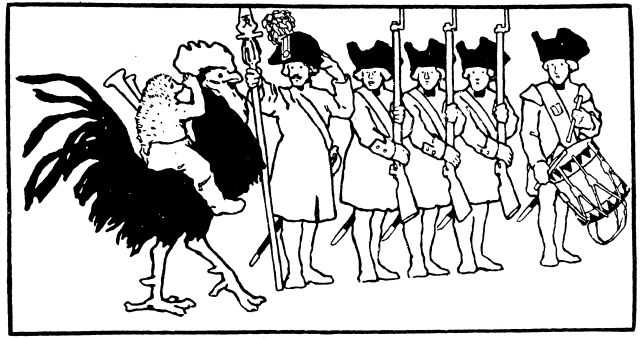
Illustration von Otto Ubbelohde, 1909

Das Märchen steht in Grimms Kinder- und Hausmärchen an Stelle 108 ab dem zweiten Teil der 1. Auflage von 1815 (da Nr. 22). Ihre Anmerkung notiert zur Herkunft „Aus Zwehrn“ (d. h. von Dorothea Viehmann). Als verwandt stufen sie ein: KHM 1 Der Froschkönig oder der eiserne Heinrich, KHM 88 Das singende springende Löweneckerchen, KHM 127 Der Eisenofen, aus ihren Irischen Elfenmärchen Nr. 5 Der kleine Sackpfeifer, bzgl. der Rückkehr am Schluss KHM 90 Der junge Riese. Sie nennen noch Pröhles Märchen für Kinder Nr. 13 der Zaunigel, Straparola 2,1 König Porc und nach diesem Aulnoys Nr. 24 le Prince Marcassin, KHM 144 Das Eselein, Grimms Altdänische Heldenlieder „S. 528. 529“. Sie nennen Beispiele dafür, dass „Leute, welche Gott zu ungestüm um Kindersegen anflehen, werden in den Märchen oft mit solchen Mißgeburten bestraft, die sich hernach, wenn die Eltern gedemütigt sind, noch in Menschen verwandeln“: „Rosenöl 1, 210–213 die Geschichte Salomons und der ägyptischen Königstochter“, Zingerle „S. 173“, Basiles Pentameron II,5 Die Schlange, ungarisch bei Gaal Nr. 14. In einem Volkslied von 1620 heiße es:
„ach, lieber Igel, laß mich leben,
ich will dir meine Schwester geben.“
Walter Scherf nennt neben volkstümlichen Darstellungen vom Hahnreiten und Spottliedern vom reisigen Igel auch insbesondere die Volksfigur der Pulcinella in Unteritalien zum Beleg dafür, dass Vorstellungen vom Hahnreiter und gewappneten Igel durchaus bekannt waren. Märchen vom Igelsohn zeigen betonte Mutterbindung bei Verwünschung und Vertreibung durch den Vater. Straparolas König Schwein (Il re porco) in Ergötzliche Nächte wirkte über Aulnoys Frischling (Le prince Marcassin) nach, etwa Das wilde Schwein in Wolfs Deutsche Märchen und Sagen, Nr. 3. Das Borstenkind in Haltrichs Deutsche Volksmärchen aus dem Sachsenlande in Siebenbürgen, Nr. 44 setzt wie Basiles II,5 Die Schlange mit einer Suchwanderung der Frau zur Wiederherstellung der verletzten Partnerbindung fort. Scherf nennt noch Sohn Igel in Else Byhans Slowenische Volksmärchen und The hedgehurst in Duncan Williamsons Fireside tales of the traveller children. Am ältesten, aber kein Märchen, ist Der verzauberte Brahmanensohn im ersten Buch des Panchatantra. Vgl. zum Kinderwunsch in Giambattista Basiles Pentameron auch I,2 Die kleine Myrte, zum Schlussvers Der Vogel Phönix, Odenwälder Lügenmärchen in Johann Wilhelm Wolfs Deutsche Hausmärchen.

## Interpretation
Das Mitbringsel vom Vater sowie das unwissentliche Überschreiben des Kindes erinnern an den Märchentyp Mädchen sucht seine Brüder (Die Gänsehirtin am Brunnen, Die zwölf Brüder, Der Eisenofen, Das singende springende Löweneckerchen, Der König vom goldenen Berg, Die Nixe im Teich). Dort zeichnet sich aber der Wunsch der Tochter durch Bescheidenheit aus. Während der Vater dabei eine beherrschendere Rolle einnimmt, folgt für die Tochter eine Suchwanderung nach dem vertanen Glück, wobei der Wald dann oft die Bedrohung darstellt. Dagegen erlebt Hans dort seinen Aufstieg auf den Baum, und Wachstum, „bis die Herde ganz groß war“. Der Dudelsack als Militärinstrument und der Sieg über das „Hauen, Stechen und Schießen“ der Soldaten, indem er sie einfach überfliegt, verbinden den Zug der Übertreibung mit männlichen Attributen. Anstatt eines Schuldthemas geht es also hier um einen Minderwertigkeitskomplex, ein Thema, das alle Hans-Märchen teilen: Der gescheite Hans, Hans im Glück, Hans heiratet, Der Eisenhans, Der starke Hans, Hans Dumm; vgl. Das tapfere Schneiderlein: Ritt auf dem Einhorn.
In fast allen Varianten von AaTh 441 fordert der Igel direkt die Tochter des Königs, nicht das, was ihm zu Hause zuerst begegnet; die zwei ersten Töchter begehen Selbstmord (vgl. Der Bärenhäuter). Auch die Art der Erlösung variiert (Auspeitschen, Aufschlitzen, Enthaupten, Kuss, Träne; vgl. Froschkönig). Dagegen bestätigt sich der Bezug zum Motiv der Suchwanderung, die durch den verfrühten Erlösungsversuch seitens der Braut ausgelöst werden kann. Anstelle des Igels steht (selten) ein Däumling, Schwein oder Stachelschwein, was laut Brüder Grimm „mythologisch eins“ ist. Das wird verständlich bei Vergleich des plumpen, kurzgliedrigen Körperbaus der drei Tiere, optisch durch das Stachelkleid noch verstärkt. Igel geben ähnlich grunzende Laute von sich wie Schweine und leben, wie auch Stachelschweine, sehr scheu. Die Stacheln formen sich auch bereits kurz nach der Geburt aus Borsten.
Laut Hedwig von Beit gehört die (hier verwünscht) magische Geburt zum Archetypus des Helden. Das Verweilen am Ofen und Reiten auf dem Sonnensymbol Hahn zeigt die Dominanz des Unbewussten, es wirkt auf das Bewusstsein lächerlich. Dass gerade der Oberkörper stachelig ist, dient als Maske, eine Scham, deren Überwindung durch Ganzheit (vier Männer) gelingt. Es bleibt ein gebrannter, doch vom Schatten anscheinend befreiter Mensch. Ingrid Riedel findet es wahrscheinlich, dass man sich Hans mein Igels Stacheln am Rücken vorstellen darf, vorne ist er ein Mensch. Sein am Ofen liegen passt zum Verhalten echter Igel, aber auch dem Ersatzbedürfnis nach Wärme bei Ablehnung der Eltern und Verdammung durch den Pfarrer. Mit dem Dudelsack kann der Junge alles heraus blasen, was ihn blockiert, wie Igel bei Erregung schwer schnaufen. Ein Hahn weckt aus Lethargie, Kampfhähne werden wirklich mit Messerchen an den Füßen „beschlagen“, und Aggressivität ist die stärkste Macht gegen Depression. Musiktherapie und Walderfahrung verhelfen zu Selbstwert vor auf dem Gebiet unbewanderten Königen. Nur das Schlachtfest, großzügig gemeint, kann den Vaterkomplex nicht lösen. Wie die Mutter seine Stacheln fürchtete, so geschieht der Prinzessin tatsächlich. Erst das gemeinsame Mahl und „Vivat“-Rufe (lat. „er lebe“) heben die Ablehnung und den Todeswunsch des Vaters auf. In Japan und China gilt der Igel als Symbol des Reichtums, in Zentralasien als Sonnen- und Feuertier. Das Feuer ist ein Bild für Hans’ starke Gefühle für die Frau. Dass er schwarz und wund wird, wenn er sich öffnet, wertet Riedel grade als Echtheitszeichen des Märchens. Das Schwarzwerden der Haut ähnelt auch einer Läuterungsphase der Alchemie. Dass zuletzt auch die Eltern des souverän gewordenen einen Entwicklungsschritt tun, sei in der therapeutischen Praxis selten.
Der Igel ist seit den alten Griechen und Römern als Heilmittel bekannt, im Christentum galt das angeblich schlangenfressende Tier als Sinnbild Christi, als vermeintlicher Vorratssammler galt er als Sinnbild der Klugheit. Die verbrannten Stacheln sollten Fruchtbarkeit und Wachstum anregen, die Stachelhaut diente als Keuschheitsgürtel. Er sollte Haarausfall, Aussatz, Wassersucht, Nierenleiden, Epilepsie und Blasenschwäche heilen. In der Homöopathie wird das Stachelschwein als Sphingurus mit sehr ähnlicher Indikation (selten) verwendet. Beim Fangen lässt der Igel Harn ab, was man als Versuch auslegte, seine Stacheln für den Fänger unbrauchbar zu machen. Man stellte sich vor, ein Igelpaar könne sich nur im Stehen paaren, was sowohl als komisch als auch unkeusch galt (weswegen man ihn auch lebendig über dem Feuer röstete). Laut vielen Autoren schüttelt er Früchte vom Baum und trägt sie nach Hause und kann ähnlich schlau sein wie der Fuchs (vgl. Der Wolf und der Fuchs, Der Hase und der Igel).
Lutz Röhrich zufolge ist das Thema Verwandlung in ein Tier und Erlösung durch Heirat auf verschiedene Märchentypen verteilt, „von keiner anderen Erzählung sind auf der ganzen Welt wohl so viele Varianten aufgezeichnet worden“ (vgl. Der Froschkönig, Das singende springende Löweneckerchen, Das Eselein, Schneeweißchen und Rosenrot). Die Entjungferung auf der Kutschfahrt ist ein häufiges Literaturmotiv, z. B. in Effi Briest. Der Homöopath Martin Bomhardt vergleicht das Märchen mit dem Arzneimittelbild von Antimonium crudum. Heinz-Peter Röhr schließt aus dem Vorliegen von Themen wie Spaltung, Mangel, Kreativität, Flucht, Leistung, Wut, Verletzung und Beziehung bei Hans mein Igel auf eine Borderline-Persönlichkeitsstörung.

## Parodie
In Janoschs Parodie lernt das stachelhaarige Kind Mundharmonika und wird als Jack Eagle mit Motorrad zum Filmstar, den die Mädchen heiraten wollen.

## Oper
Der Komponist Cesar Bresgen und sein Librettist Ludwig Andersen verarbeiteten Motive des Märchens zu einer „Oper für große und kleine Leute“, siehe Hauptartikel Der Igel als Bräutigam.

## Film und Fernsehen
- Hans mein Igel, DEFA, Silhouettenfilm, DDR 1986, Regie: Horst J. Tappert.
- The Storyteller, englisch-amerikanische Fernsehserie 1988, Staffel 1, Folge 5: Hans my Hedgehog.
- Long Ago and Far Away, US-Fernsehserie 1989–1993, Episode 12: Hungarian Folk Tales.